# ポール・イズ・ライブ
『ポール・イズ・ライブ』（Paul Is Live）は、1993年にリリースされた、ポール・マッカートニーのライブ・アルバム。

## 解説
1993年の3月から12月にかけて行われた、『ニュー・ワールド・ツアー』の模様を収録している。

## アート・ディレクション
ジャケット写真はビートルズのアルバム『アビイ・ロード』のパロディだが、いわゆる「ポール死亡説」を自らネタにしたものであり、『アビイ・ロード』のジャケットのうち、以下のような部分がパロディとなっている。アルバムタイトル自体もポール死亡説（Paul is dead）のパロディである。
- ジャケットに写り込んでいるフォルクスワーゲン・ビートルのナンバープレートが"28IF"（もし（IF）ポールが生きていたら28歳だ）であったが、今作では、"51IS"（アルバムがリリースされた1993年時点でのポールの年齢）に変えられている。
- ジャケットでポールは裸足であった（ポールが亡くなって既に埋葬されていることの根拠とされた）が、今作のジャケットでポールはきちんと靴を履いている。
- ジャケットでポールが踏み出しているのは右足であった（他のメンバーは左足を踏み出していたため、一人だけ遊離して見えた）が、今作のジャケットでは左足を踏み出している。
- ジャケットでは左利きのポールが右手にタバコを持っていた（ポールが替え玉である根拠とされた）が、今作のジャケットでは犬を連れているポールが左手でリードを持っている。

なお、ポールが連れている犬は自身の飼い犬で、オールド・イングリッシュ・シープドッグのアロー。ビートルズの「マーサ・マイ・ディア」の題材となった飼い犬、マーサの子孫にあたる。

## 収録曲
1. ドライヴ・マイ・カー -Drive My Car
2. レット・ミー・ロール・イット -Let Me Roll It
3. ルッキング・フォー・チェンジズ -Looking for Changes
4. ピース・イン・ザ・ネイバーフッド -Peace in the Neighbourhood
5. オール・マイ・ラヴィング -All My Loving
6. ロビーのギター・ソロ -Robbie's Bit (Thanks Chet)
7. グッド・ロッキン・トゥナイト -Good Rocking Tonight
8. 恋を抱きしめよう -We Can Work It Out
9. 明日への誓い -Hope of Deliverance
10. ミッシェル -Michelle
11. バイカー・ライク・アン・アイコン -Biker Like an Icon
12. ヒア・ゼア・アンド・エヴリホエア -Here, There and Everywhere
13. マイ・ラヴ -My Love
14. マジカル・ミステリー・ツアー -Magical Mystery Tour
15. カモン・ピープル -C'mon People
16. レディ・マドンナ -Lady Madonna
17. ペイパーバック・ライター -Paperback Writer
18. ペニー・レイン -Penny Lane
19. 007/死ぬのは奴らだ -Live and Let Die
20. カンサス・シティ -Kansas City
21. サウンドチェックへようこそ -Welcome to Soundcheck
22. ホテル・イン・ベニドーム -Hotel in Benidorm
23. 彼氏になりたい -I Wanna Be Your Man
24. ア・ファイン・デイ -A Fine Day

## バンドメンバー
- ポール・マッカートニー - lead vocals, bass, piano, guitar
- ヘイミッシュ・スチュアート - guitar, bass, backing vocals
- ロビー・マッキントッシュ - lead guitar
- ポール'ウィックス'ウィケンズ - keyboards
- ブレア・カニンガム - drums
- リンダ・マッカートニー - backing vocals, keyboards